# Кело, Дидье
Дидье́ Кело́ (фр. Didier Queloz; род. 23 февраля 1966, Лозанна) — швейцарский астроном. Лауреат Нобелевской премии по физике (2019, совместно с Мишелем Майором и Джимом Пиблсом).
В 1995 году совместно с Мишелем Майором открыл 51 Пегаса b, первую экзопланету, обращающуюся вокруг похожей на Солнце звезды (51 Пегаса).

## Награды и признание
- 2011 — BBVA Foundation Frontiers of Knowledge Award[3]
- 2013 — Thomson Reuters Citation Laureate (по физике)[4]
- 2017 — Премия Вольфа по физике[5]
- 2019 — Нобелевская премия по физике[6]
- 2020 — член Лондонского королевского общества[7]

В его честь назван астероид (177415) Queloz.